# Арабски език
Арабският език (العَرَبِيَّة‎, [al ʕaraˈbijːa]) е семитски език, който възниква през I до IV век, а днес е роден език на около 225 000 000 души, главно в Близкия Изток и Северна Африка. Той е лингва франка на Арабския свят и богослужебният език на исляма. Арабският е част от централносемитската подгрупа, в която влизат също иврит и новоарамейските езици.
Арабският е наречен на арабите, понятие, първоначално обхващащо жителите на Арабския полуостров до Египет на запад, Месопотамия на изток и Антиливан и северна Сирия на север. По-късно арабският се разпространява в обширни територии на север и запад. Днес Международната организация по стандартизация дефинира езикови кодове за 32 разновидности на арабския, една от които е арабският литературен език. Литературният арабски е официален език в 26 държави и 1 спорна територия, както и богослужебен език на исляма, тъй като Коранът и Хадисите са написани на него. Много близък до арабския е малтийският език, определян понякога като арабски диалект.
В ранното Средновековие арабският език играе централна роля в културата на Средиземноморието, особено в областта на природните науки, математиката и философията. В резултат на това той оказва значително влияние върху много европейски езици, най-вече испанския, а чрез по-късното посредничество на османския турски и върху балкански езици, като българския и гръцкия. Още по-голямо е влиянието на арабския върху езиците на страни с ислямска култура, като персийски, турски, хиндустани, индонезийски, бенгалски, одия, хауса, суахили. От своя страна арабският заема думи от арамейски, иврит, латински, гръцки и персийски, в по-малка степен от турски, амхарски, английски и френски.
Арабският е богослужебният език за 1,9 милиарда мюсюлмани, както и един от шестте официални езика на Организацията на обединените нации. Във всичките си разновидности арабският се говори като роден или нероден език от 422 милиона души в Арабския свят, което го прави петият най-говорен език в света. Той е и четвъртият език по брой на потребителите на интернет. През 2011 година списанието „Блумбърг Бизнесуик“ определя арабския като четвъртият най-полезен език в бизнеса, след английския, мандарин и френския. Арабският език използва арабска азбука, абджад, изписван от дясно наляво.

## Класификация
Арабският обикновен е класифициран като централносемитски език, макар че между езиковедите има различия относно класификацията на семитските езици в подгрупи. Той е тясно свързан със северозападните семитски езици (арамейски, иврит, угаритски, финикийски), древните южноарабски езици и някои други семитски езици от Арабия, като даданския. Семитските езици се изменят значително между протосемитския и възникването на централносемитските езици, особено в областта на граматиката. Особености на централносемитските езици, запазени и в арабския, са:
- Преобразуване на спрегнатите с наставка форми за състояние (джалас-) в минало време
- Преобразуване на спрегнатите с представка форми за минало време (яджлис-) в сегашно време
- Елиминиране на други спрегнати с представка форми за наклонение (например сегашно време, образувано с удвояване на средния корен, перфектно време, образувано с вмъкване на /t/ след първата съгласна на корена, вероятно повелително наклонение, образувано с преместване на ударението) за сметка на нови наклонения, образувани чрез окончания, добавени към спрегнатите с представка форми (например -у за показателно наклонение, -а за подчинително, без окончание за повелително, -ан или -анна за енергично)
- Развитие на вътрешен пасивен залог

Има няколко особености, общи за древните северноарабски езици, класическия арабски и съвременните арабски разновидности, които не са засвидетелствани при никой друг централносемитски език, включително при даданския и тайманския в северен Хиджаз. Тези особености говорят за техния общ произход от хопитетичен предшественик – протоарабски. За него могат да се реконструират следните характеристики:
- негативни частици m *mā; lʾn *lā-ʾan > CAr lan
- частица за G-пасивен залог mafʿūl
- предлози и наречия f, ʿn, ʿnd, ḥt, ʿkdy
- подчинително наклонение с -a
- показателни местоимения с t
- изравняване на аломорфа -at при окончанията за женски род
- съюз ʾn
- използване на f- за въвеждане на подчинени изречения
- самостоятелно местоимение за допълнение (ʾ)y
- следи от нунация

## История

### Староарабски
В Античността в Арабия се използват различни семитски езици, като на югозапад това са разнородни централносемитски езици, някои от които от групата на древните южноарабски езици. По това време в тази област се говорят и предшествениците на съвременните южноарабски езици, които не влизат в централносемитската група. На север, в оазисите на северен Хиджаз, престижни езици със свои писмености са даданският и таймайският. В Наджд и части от западна Арабия са запазени надписи на език, наричан от учените тамудски C, а в източна Арабия – на хасайски. По северозападната граница на Арабия са известни езиците тамудски B, тамудски D, сафайски и хисмайски. Последните два говора споделят някои основни изоглоси с по-късните форми на арабския, поради което някои водещи учени ги разглеждат като ранни форми на арабския и част от староарабския език.
Езиковедите приемат, че староарабският – група свързани диалекти, които образуват предшественика на арабския език – се появява за пръв път около I век сл. Хр. Дълго време за най-ранно свидетелство за староарабския се смята надпис от 1 век, използващ сабейска писменост и открит в Карят ал-Фау в южна Саудитска Арабия. Днес се приема, че този надпис не включва някои от ключовите нововъведения на арабския, поради което той се отнася към самостоятелен език от централносемитския диалектен континуум.
Смята се, че староарабският съществува успоредно, а след това постепенно измества, известния от епиграфски източници стар северноарабски език, за който се предполага, че е водещият език в региона в продължение на столетия. Въпреки наименованието си, старият северноарабски е напълно различен език, който не е взаимноразбираем с арабския. Неговите варианти са наречени от съвременните изследователи с имената на селища, където са открити надписи на тях – дадански, таймайски, хисмайски, сафайски. Основният аргумент за разглеждане на тези говори като един общ език или езикова група е общият за тях вид на определителния член – образуван с представката х-. Според някои учени тази представка е архаизъм, а не общо нововъведение, поради което не може да се използва в езиковата класификация, а старият северноарабски не е валидна езикова група. Така сафайският и хисмайският, по-рано класифицирани към стария северноарабски, могат да се включат в староарабския, тъй като включват нововъведения, общи за всички форми на арабския.
Най-ранният известен свързан арабски текст на набатейска писменост са три стиха от човек на име Гармаллахе, открити в Авдат в Израел и датирани около 125 година. След него идва Намарския надпис, епитаф на лахмидския владетел Имру ал-Каис бар Амро, датиращ от 328 година и открит в Сирия. В периода IV-VI век набатейската писменост се развива в арабската, както тя е известна от ранната ислямска епоха. Известни са надписи на безточкова 17-буквена арабска писменост, датиращи от VI век и открити на четири различни места в Сирия. Най-старият оцелял папирус на арабски датира от 743 година, като той използва точки, за да се получат днешните 28 букви на арабската азбука. Езикът на този папирус и на Корана са наричани от езиковедите коранически арабски език, за разлика от малко по-късната стандартизация на класическия арабски.

### Класически арабски
Класическият арабски е основната говорима форма на арабския език до времето на Абасидите. Това е езикът, на който е написан Коранът, свещената книга на исляма. Съгласно ислямското богословие Коранът представлява буквалното слово на Бог и по тази причина е неподлежащ на превод. Това обуславя особената роля на класическия арабски в религиозния и културен живот на Ислямския свят. И до наши дни много автори, пишещи на арабски, се стремят да се придържат към синтактичните и граматически норми и използват речника на класическия език, използван в Корана и описан от ранните езиковеди, като Сибауейх.

### Новоарабски
Съвременната книжовна форма на арабския се нарича съвременен стандартен арабски език. Той се основава на класическия арабски, включвайки чужди заемки и неологизми, отразяващи съвременните нужди на езика. Това е книжовната форма, използвана в повечето съвременни арабски издания и средства за масова информация и говорена от повечето образовани хора в Арабския свят. На много места стандартният арабски съжителства в състояние на диглосия с местни диалекти на арабския, някои от които не са взаимно разбираеми помежду си.

## Разпространение и диалекти
Освен книжовните класически и съвременен стандартен арабски, арабският език има множество местни разновидности, наричани разговорен арабски и отличаващи се понякога значително от книжовния език. Най-големи са различията между магребските и близкоизточните диалекти, както и между тези на уседналото население и по-консервативните говори на бедуините. Говорещите някои от тези диалекти не могат да разговарят помежду си, поради значителните различия между тях. По-специално за говорещите близкоизточни диалекти често е трудно да разбират северноафриканците, макар че обратното невинаги е вярно, поради популярността на близкоизточните филми и медии в целия Арабски свят.
Един от факторите за диференциацията на диалектите е влиянието на езиците, говорени в съответния регион в предислямския период. Те обикновено са източник на значителна част от речника, а понякога оказват влияние и върху произношението и словореда. В същото време дори по-голямо значение има различното запазване или промяна в смисъла на класически форми в различните диалекти.
Основните диалектни групи са:
- Магребски арабски език: марокански, алжирски, тунизийски, либийски и сахарски диалект и диалекта хасания – около 78 милиона души от северозападните части на Египет до Мавритания. В отделните диалекти се чувства в различна степен влиянието на берберските езици.
- Централни диалекти: египетски, саидийски и судански – 100 милиона души в Египет и Судан.
- Северни диалекти: северномесопотамски, левантински и иракски – 70 милиона души от източните части на Египет да Ирак.
- Южни диалекти: халиджи, бахрани, наджди, хиджазки, йеменски, дофарски и омански – 50 милиона души в района на Персийския залив, Арабския полуостров и Североизточна Африка.

Във вътрешността на Африка се говорят няколко диалекта и креолски езици, базирани на арабския – чадски, нуби, джуба. Особено място заема юдео-арабският, говорен от еврейските общности в Арабския свят.

## Фонология
Класическият арабски език съдържа 28 звука, включително две полугласни. Също така има шест гласни звука (три къси и три дълги гласни). Те могат да бъдат произнесени по различен начин в зависимост от предходната съгласна. Късите гласни обикновено не се изписват, въпреки че биха могли да се отбележат с помощни знаци – حركات (ḥarakāt) – което буквално означава „движения“.

## Граматика
Арабският език има 3 падежа – именителен, винителен и родителен, както и 3 глаголни времена – минало, сегашно и бъдеще. Изреченията се изграждат като глаголно-подложно-предметни конструкции.

## Писменост
Арабската азбука съдържа 28 букви, които обозначават съгласни звукове. Дългите гласни се означават с букви, кратките гласни се отбелязват с допълнителни знаци (наречени огласовки), които се пишат (само за ученици) над или под буквата за предходния съгласен звук. Буквите се изписват от дясно наляво.
Някои букви не се свързват с предишни или следващи букви; съответно думата може да се състои от отделни групи от букви, несвързани помежду си. Всяка буква от арабската азбука се изписва по различен начин в зависимост от това дали тя се намира в началото, средата или в края на думата или не се свързва с други букви от думата.

## Страни
Арабският език има статут на официален език в 24 страни:
- Алжир
- Бахрейн
- Джибути
- Египет
- Занзибар
- Ирак
- Йемен
- Йордания
- Катар
- Коморски острови
- Кувейт
- Ливан
- Либия
- Мавритания
- Мароко
- Обединени арабски емирства
- Оман
- Палестина
- Саудитска Арабия
- Сомалия
- Судан
- Сирия
- Тунис
- Чад

## Роля в исляма
Коранът (от арабски: أَلْقُرآن, Qur'ān, „четиво, лекция“), свещената книга на исляма, е съставена в писмен вид около 650 г. по време на халифа Осман именно на арабски език.
Поради това до 1928 година в писмения турски език се е използвала арабската азбука.